# داني هوتون
داني هوتون (بالإنجليزية: Danny Houghton)‏ هو لاعب دوري الرغبي بريطاني، ولد في 25 سبتمبر 1988 في كينغستون أبون هال في المملكة المتحدة.

## روابط خارجية
- داني هوتون على موقع ItsRugby.co.uk (الإنجليزية)